# Guido Baccelli
Guido Baccelli, född 25 november 1830 i Rom, död 11 januari 1916 i Rom, var en italiensk läkare och politiker.
Baccelli blev 1852 hedersdoktor i medicin och 1853 i kirurgi samt utnämndes 1856 till professor i rättsmedicin vid Roms universitet. Av politiska skäl avgick han redan två år senare från detta ämbete, ägnade sig med stor iver åt den patologiska anatomin och blev förste innehavare av den i Rom nyinrättade lärostolen i detta ämne. På denna plats bidrog han i väsentlig grad till att förbereda den studerande ungdomen till den moderna riktningen inom medicinen. Därjämte bedrev han medicinsk praktik och blev snart den förnämste läkaren i "den eviga staden", så att han efter dess förening med kungariket Italien (1870) kallades till professor i medicinsk klinik vid det romerska universitetet.
År 1874 valde Rom Baccelli till ledamot av parlamentet, där han inom kort blev en av vänsterns ledare. Han inträdde 1881 i Agostino Depretis regering såsom undervisningsminister. Såsom sådan framlade och genomdrev han många viktiga lagförslag angående den högre undervisningen samt inlade stor förtjänst om utgrävningarna i Rom och om vidtagande av sanitära åtgärder. Han avgick 1884, då hans förslag till en självständigare ställning för universiteten ej rönte bifall.
År 1890 valdes Baccelli till senator och var ånyo undervisningsminister 1894–96 i Francesco Crispis rekonstruerade kabinett. Vid de allmänna valen i maj 1895 valdes Baccelli till ledamot av deputeradekammaren. under tiden juni 1898 till juni 1900 var han för tredje gången undervisningsminister under Luigi Pelloux och augusti 1901 till oktober 1903 minister för åkerbruk, handel och industri i kabinettet Giuseppe Zanardelli.
Förutom en mängd mindre avhandlingar utgav Baccelli ett stort arbete över hjärtats och aortas patologi, La patologia del cuore e dell' aorta (fyra band, 1863–67). Vid 11:e internationella medicinska kongressen i Rom 1893 innehade han presidiet.